# Wzgórza Radomickie
Wzgórza Radomickie (332.267) – małe pasmo górskie w Polsce w Sudetach Zachodnich, w południowo-zachodniej Polsce, w województwie dolnośląskim. Według podziału fizycznogeograficznego Jerzego Kondrackiego mikroregion leżący w południowo-wschodniej części mezoregionu Pogórza Izerskiego.

## Opis
Wzgórza Radomickie to niewielkie pasmo górskie złożone ze  wzniesień nieprzekraczających 500 m n.p.m. o powierzchni około 120 km², położone w dorzeczu Bobru i jego dopływów w południowo-wschodniej części Pogórza Izerskiego. Pasmo ciągnie się na długości około 30 km, o przebiegu NE – SE od miejscowości Lubań na północnym zachodzie do okolic Pilichowic na południowym wschodzie; maksymalna szerokość pasma 4,1 km. Pasmo podzielone jest na kilka części dolinami potoków. Od południowego zachodu graniczy z Obniżeniem Lubomierskim i Wzniesieniami Radoniowskimi, od których oddzielone są  Maciejowickim Potokiem, od południowego wschodu z Górami Kaczawskimi, a od północnego wschodu z Wzniesieniami Gradowickimi. Część północno-zachodnia ma charakter grzbietu z kulminacją Wiatraczna (436 m n.p.m.). Wzgórza tworzy ciąg łagodnych, kopulastych wzniesień o różnorodnej morfologii, urozmaicone dolinami o charakterze wciosowym i przełomowym. Teren ten jest niezwykle atrakcyjny krajobrazowo, a jego walory estetyczne podnoszą dobrze zachowane kompleksy leśne.

## Krajobraz
Krajobraz niskich gór, wyżyn i wysoczyzn, silnie rozciętych przez potoki i systemy ich bocznych dolinek. Szczyty kopulaste z wyraźnym podkreśleniem zboczy. Większość obszaru zajmują łąki i pola uprawne. Krajobraz częściowo przeobrażony, pierwotny niskogórski charakter krajobrazu w większości został zachowany.

## Budowa geologiczna
Wzgórza powstały na oderwanym i wypiętrzonym fragmencie Masywu Czeskiego. Należą  do jednej wielkiej struktury geologicznej Sudetów zwanej niecką północnosudecką. Niecka ta, obejmująca przeważający obszar pogórzy, została uformowana w schyłkowej fazie waryscyjskich ruchów górotwórczych w karbonie i do okresu górnej kredy wypełniała się osadami morskimi i lądowymi oraz utworami wulkanicznymi. Zajmują północno-zachodni fragment niecki śródsudeckiej.
Wzgórza Radomickie zbudowane są z granitognejsów, zlepieńców permskich i fyllitów z udziałem kwarcytów. Pod względem budowy podłoża wzgórza położona są w części południowej w obrębie krystaliniku karkonosko-izerskiego zbudowanego z prekambryjskich gnejsów słojowych i oczkowych, trzeciorzędowych bazaltów oraz z granitognejsów izerskich oraz metamorfiku kaczawskiego.
Wzniesienia w okolicy Radomic charakteryzują się urozmaiconą budową geologiczną. Większa część wzniesień położona jest na sylurskich łupkach serycytowo-muskowitowo-chlorytowo-kwarcowych z grafitem, przeciętych żyłą łupków chlorytowo-serycytowych z fyllitami i soczewkami zieleńców z wczesnego paleozoiku. Na północnym wschodzie występują mułowce i piaskowce z dolnego permu, a na południowym zachodzie laminowane i oczkowe granitognejsy z wczesnego paleozoiku.
Na obszarze wzgórz stwierdzono występowanie wielu minerałów takich jak: złoto rodzime, arsenopiryt, piryt, pirotyn, chalkopiryt, chalkozyn, galena, goethyt, hematyt, kowelin, kwarc, malachit, markasyt, sfaleryt, syderyt, tennantyt, tenoryt i tetraedryt.

## Klimat
Obszar wzgórz, zaliczany jest do sudeckiej krainy klimatycznej w zasięgu regionu termicznego – Kotliny Jeleniogórskiej. Panujące warunki klimatyczne są zbliżone do terenów sąsiednich. Średnie roczne temperatury mieszczą się w przedziale od 7,5 do 8,5 °C. Najzimniejszym miesiącem jest styczeń, a najcieplejszym lipiec. Największe opady obserwuje się w lipcu, zaś najsuchszym miesiącem jest luty. Okres wegetacyjny ma zróżnicowaną długość w zależności od wysokości terenu trwa w tym rejonie 180-190 dni. Ilość opadów przypadająca na okres wegetacyjny wynosi średnio ok. 555 mm a ich maksimum przypada na miesiąc lipiec. Najobfitsze opady śniegu przypadają na miesiąc styczeń. Na terenie wzgórz przeważają wiatry z kierunku południowego i południowo-zachodniego, następnie z kierunku zachodniego i północno-zachodniego. Wiatry z kierunku południowego i południowo-zachodniego, w chłodnych porach roku występują jako fazy, przynoszące ze sobą ciepłe i suche masy powietrza, które na wiosnę powodują szybkie topnienie śniegu, co bywa przyczyna lokalnych powodzi i podtopień. Procent zachmurzenia w roku wynosi ok. 60%, a ilość dni słonecznych około 40%.

## Wody
Wzgórza należą  w całości do zlewni Bobru i zlewiska Morza Bałtyckiego. Główną rzeka odwadniają wzgórza jest Bóbr, którego dopływy zbierają wody z obszaru wzgórz. Potoki odwadniające wzgórza przebijają się do ujść przez wzgórza dolinami. Doliny potoków wchodzących do doliny Bobru są niezwykle wąskie i głębokie.Głównymi ciekami przebiegającymi równolegle do osi wzgórz są rzeki: Kwisa i Bóbr. Ponadto sieć rzeczną tworzą  potoki: Jamna, Srebrna, Kwilica i dopływy Płóczki, które przecinają wzgórza w poprzek.

## Flora i fauna
Roślinność obszaru wzgórz należy do piętra pogórza. Wskaźnik lesistości kształtuje się na średnim poziomie. Znaczna część powierzchni wzgórz zajęta jest przez zbiorowiska pól uprawnych, pastwisk i łąk o niskim zróżnicowaniu gatunkowym, co powoduje, że flora jest znacznie uboższa niż umożliwiałyby to panujące na tym terenie warunki siedliskowe. Największe powierzchnie leśne występują w obrębach Rząsin i Gradówka. Większe i zwarte kompleksy leśne przylegające do gruntów rolnych występują w otoczeniu wsi: Wolbromów, Rząsiny, na pozostałym obszarze lasy i zadrzewienia występują w postaci licznych, niewielkich kompleksów porozdzielanych gruntami rolnymi i zainwestowanymi.
Partie Wzgórz Radomickich porastają lasy świerkowe i świerkowo-bukowe, miejscami z domieszką brzozy, modrzewia i innych gatunków. Świat zwierzęcy nie różni się specjalnie od innych części Sudetów. Z większych zwierząt mają tu swoje siedliska: jeleń, sarna i dzik. Z mniejszych ssaków można spotkać], lisa, łasicę, wiewiórkę. W zróżnicowanym dla Sudetów świecie ptaków, na terenie wzgórz występuje: jarząbek, włochatka, pluszcz, krzyżodziób świerkowy, kilka gatunków jastrzębi.

## Środowisko naturalne i jego ochrona
Południowa część wzgórz leży na obszarze Parku Krajobrazowego Doliny Bobru oraz specjalnego obszaru ochrony siedlisk Natura 2000 Ostoja nad Bobrem PLH020054.Na terenie wzgórz występują skupiska roślinności górskiej objęte prawną ochroną. Na uwagą zasługują: oset górski – dziewięćsił bezłodygowy, wawrzynek wilczełyko, liczne storczyki, goryczki, pierwiosnki, lilia złotogłów oraz kilka gatunków traw.

## Komunikacja
Wzniesienia położone są w dalszej odległości od głównych szlaków komunikacyjnych. Lokalne drogi przebiegające przez wzgórza łączą z ważniejszymi szlakami komunikacyjnymi: na północ i wschód do drogi wojewódzkiej nr 297 (odpowiednio Pławna Dolna i Wojciechów), na południe i zachód do drogi krajowej nr 30 (odpowiednio Chmieleń i Radoniów), a na północny zachód do drogi wojewódzkiej nr 364 (Ubocze).

## Miejscowości
Golejów, Radomice, Klecza, Łupki, Nagórze, Rząsiny, Wolbromów, Gradówek, Radostów Średni, Radostów Górny

## Wzniesienia
Gniazdo (444), Wietrznik (481), Dzwonnica (408), Dziewicza (382), Góra Kaczmarka (452), Kurki (393), Misiura (466), Łoszak (427), Opałek (428), Zgorzelisko (445), Kołodziej (453), Mielęcicka Góra (467), Polna (479), Góra Zamkowa (384), Modrak (399), Skalnik (485), Chmiel (385), Masłowiec (438)

## Osadnictwo
Początki osadnictwa na terenie wzgórz sięgają wczesnego średniowiecza, osadnictwo głównie rozwijało się w dolnych biegach rzek i miało związek z istnieniem źródeł wód termalnych i pokładów złota, świadczą o tym znalezione na obszarze wzgórz monety z czasów Cesarstwa Konstantyna.

## Historia
W czasie wojny siedmioletniej o Śląsk na zboczach wzniesienia Kołodziej mieścił się główny obóz króla pruskiego Fryderyka II.

## Turystyka
- Walory środowiska przyrodniczego i kulturowego urozmaicona rzeźba terenu z licznie występującymi kompleksami leśnymi, miejscami widokowymi ukazującymi panoramę wielu pasm górskich Sudetów Zachodnich oraz różnorodność budowy geologicznej z licznymi wychodniami skalnymi sprawia, że omawiany obszar odznacza się wysokimi walorami krajobrazowymi.
- Wzniesienia wzgórz: Góra Zamkowa (384 m) z wieżą widokową, Góra Kaczmarka (452 m) k. Radomic, Góra Wietrznik (482 m) k. Kleczy, stanowią miejsca widokowe, ukazujące panoramę wielu pasm górskich Sudetów Zachodnich.

Przez wzniesienia prowadzą Szlaki turystyczne:
- żółty – z Pławnej do Gradówka prowadzący przez wzniesienia: Lipień i Kołodziej.
- niebieski – z Lwówka Śląskiego do Lubomierza prowadzący przez wzniesienie Kołodziej.
- zielony – Szlak Zamków Piastowskich biegnący  przez Wleń i Radomice.